# Zuzana Majerová
Zuzana Majerová (rozená Dvořáková, dříve Majerová Zahradníková, * 28. června 1972 Olomouc) je česká politička, v letech 2017 až 2021 poslankyně Poslanecké sněmovny PČR, bývalá členka ODS, od dubna 2021 předsedkyně a mezi zářím 2019 a dubnem 2021 první místopředsedkyně strany Trikolora.

## Životopis
Absolvovala Gymnázium Olomouc-Hejčín. V roce 1989 organizovala jako studentka čtvrtého ročníku stávku studentů, podepsala petici Několik vět a pomáhala při vzniku Občanského fóra. Následně začala studovat dějiny výtvarného umění na Filozofické fakultě Univerzity Palackého v Olomouci, které nedokončila. Ve třetím ročníku studium přerušila a odcestovala do Kanady.
V kanadské provincii Britská Kolumbie se intenzivně věnovala studiu angličtiny. Po šesti letech se vrátila do rodné Olomouce. Pracovala jako PR a projektová manažerka v neziskové organizaci P-centrum Sananim, která se zabývá léčbou a doléčováním závislých osob. Po necelých dvou letech začala podnikat v oboru překladatelství, tlumočení a jako lektorka a učitelka anglického jazyka.
V letech 2009 až 2010 pracovala v nadnárodní společnosti Dermacol Brno na pozici klíčové a projektové manažerky zahraničního obchodu. V září 2013 začala také učit anglický jazyk na druhém stupni základní školy.
Po skončení poslaneckého mandátu nastoupila na nemocenskou, trpí progresivní formou roztroušené sklerózy.
Zuzana Majerová žije se svým manželem Janem Majerem v Bukovanech. Má dva syny. Od sňatku do roku 2022 používala dvojité příjmení Majerová Zahradníková.

## Politické působení
Od roku 2009 byla členkou ODS, ve straně zastávala pozice místopředsedkyně místního sdružení Olomouc-město a místopředsedkyně oblastního sdružení.
Ve volbách do Poslanecké sněmovny PČR v roce 2013 kandidovala za ODS v Olomouckém kraji ze 14. místa. Neuspěla, ale díky podpoře voličů se posunula na 4. místo. Uspěla v dalších volbách v roce 2017, když byla za ODS zvolena poslankyní v Olomouckém kraji. Původně figurovala na třetím místě kandidátky, ale vlivem 2 390 preferenčních hlasů skončila první, a přeskočila tak i lídra Michala Záchu.
Na konci dubna 2019 ukončila na vlastní žádost členství v ODS, již v polovině dubna 2019 vystoupila i z Poslaneckého klubu ODS. V červnu 2019 se stala jednou z devíti zakládajících členů přípravného výboru hnutí Trikolora a v září 2019 byla na ustavujícím sněmu hnutí zvolena jeho první místopředsedkyní.
V krajských volbách v roce 2020 byla lídryní kandidátky hnutí Trikolora v Olomouckém kraji, ale neuspěla. Když v březnu 2021 rezignoval na post předsedy hnutí Trikolora její zakladatel Václav Klaus mladší, byla pověřena vedením hnutí. Na konci dubna 2021 pak byla zvolena řádnou předsedkyní hnutí.
Ve volbách do Poslanecké sněmovny PČR v roce 2021 byla lídryní politické formace „Trikolora, Svobodní, Soukromníci“ v Praze. Získala sice 2 849 preferenčních hlasů, ale celé uskupení získalo pouze 2,76 % hlasů a do Sněmovny se nedostalo. V říjnu 2021 jí tak zanikl poslanecký mandát. Na sjezdu hnutí v lednu 2022 poté předsednickou funkci obhájila, přičemž samotné hnutí Trikolora se přeměnilo na stranu.
Ve volbách do Senátu PČR v roce 2022 kandidovala za Trikoloru v obvodu č. 61 – Olomouc. Se ziskem 9,93 % hlasů se umístila na 4. místě a do druhého kola voleb nepostoupila.
V lednu 2024 obhájila na sjezdu strany funkci předsedkyně, když ve volbě neměla protikandidáta. Ve volbách do Evropského parlamentu v červnu 2024 neúspěšně kandidovala jako členka Trikolory na 3. místě kandidátky koalice „SPD a Trikolora“.
Ve volbách do Poslanecké sněmovny Parlamentu ČR v roce 2025 je z pozice členky Trikolory lídryní společné kandidátky SPD, Trikolory, Svobodných a PRO ve Zlínském kraji. V červnu 2025 sdílela na sociální sítě příspěvek, ve kterém použila vůči představitelům koalice SPOLU rčení „spolu chyceni, spolu pověšeni“. O několik dní později začala tento výrok vyšetřovat Policie ČR, trestní oznámení na Majerovou podal také publicista Zdeněk Šarapatka. Policie však celý případ odložila s tím, že takové výroky nejsou trestné.